# Bušin
Bušin falu Horvátországban Krapina-Zagorje megyében. Közigazgatásilag Pregradához tartozik.

## Fekvése
Krapinától 8 km-re nyugatra, községközpontjától 3 km-re délkeletre a Horvát Zagorje nyugati részén fekszik.

## Története
A településnek 1857-ben 265, 1910-ben 363 lakosa volt. Trianonig Varasd vármegye Pregradai járásához tartozott. A településnek 2001-ben 229 lakosa volt.

## Külső hivatkozások
- Pregrada hivatalos oldala
- A város információs portálja